# Spoorlijn Freiburg - Donaueschingen
De spoorlijn Freiburg - Donaueschingen ook wel Höllentalbahn genoemd is een Duitse spoorlijn als spoorlijn DB4300 onder beheer van DB Netze. De maximale helling van 55 ‰ is de hoogste waarde in het hoofdspoorwegnet van Duitsland.

## Geschiedenis
Het traject werd door de Großherzoglich Badischen Staatseisenbahnen in fases geopend:
- 23 mei 1887: Freiburg – Neustadt (Schwarzwald)
- 20 augustus 1901: Neustadt (Schwarzwald) – Hüfingen
- 1926/27: Ravennabrücke met drie overspanningen vervangen door Viadukt Ravennaschlucht

Het traject tussen Hüfingen en Donaueschingen werd rond 1891 door de Süddeutschen Eisenbahn-Gesellschaft geopend als Bregtalbahn tussen Donaueschingen en Furtwangen. Dit traject werd deel werd aan de Badische Staatseisenbahn verkocht.

## Treindiensten

### DB
De Deutsche Bahn verzorgt het personenvervoer op dit traject met RE / RB treinen.

#### Kleber-Express
De Kleber-Express was een dagelijkse sneltrein die in de periode tussen 1954 en 2003 tussen Freiburg im Breisgau en München reed als doorgaande Regional-Express. Met de opheffing van deze treindienst de enige doorgaande verbinding tussen Freiburg en Donaueschingen moet in Neustadt (Schwarzwald) worden overgestapt.

### Hohenzollerische Landesbahn
De Hohenzollerische Landesbahn (HzL) verzorgt het regionaal personenvervoer sinds 2003 in de regio Schwarzwald-Baar-Heuberg met drie ringlijnen met Blumberg, Tuttlingen, Rottweil, Villingen-Schwenningen, Donaueschingen en Bräunlingen als eindpunt.

### Verein IG 3Seenbahn e.V.
De Verein IG 3Seenbahn e.V. heeft het oog laten vallen op dit traject tussen Hinterzarten – Neustadt (Schwarzw) – Löffingen en het traject van de Dreiseenbahn tussen Seebrugg en Titisee voor het laten rijden van toeristische stoomtreinen. Voor dit doel werd in Seebrugg het emplacement overgenomen van DB. Ook werd van de DB de locomotief loods van Titisee gekocht om deze te verplaatsen naar Seebrugg.

## Aansluitingen
In de volgende plaatsen was of is er een aansluiting van de volgende spoorwegmaatschappijen:

### Freiburg im Breisgau

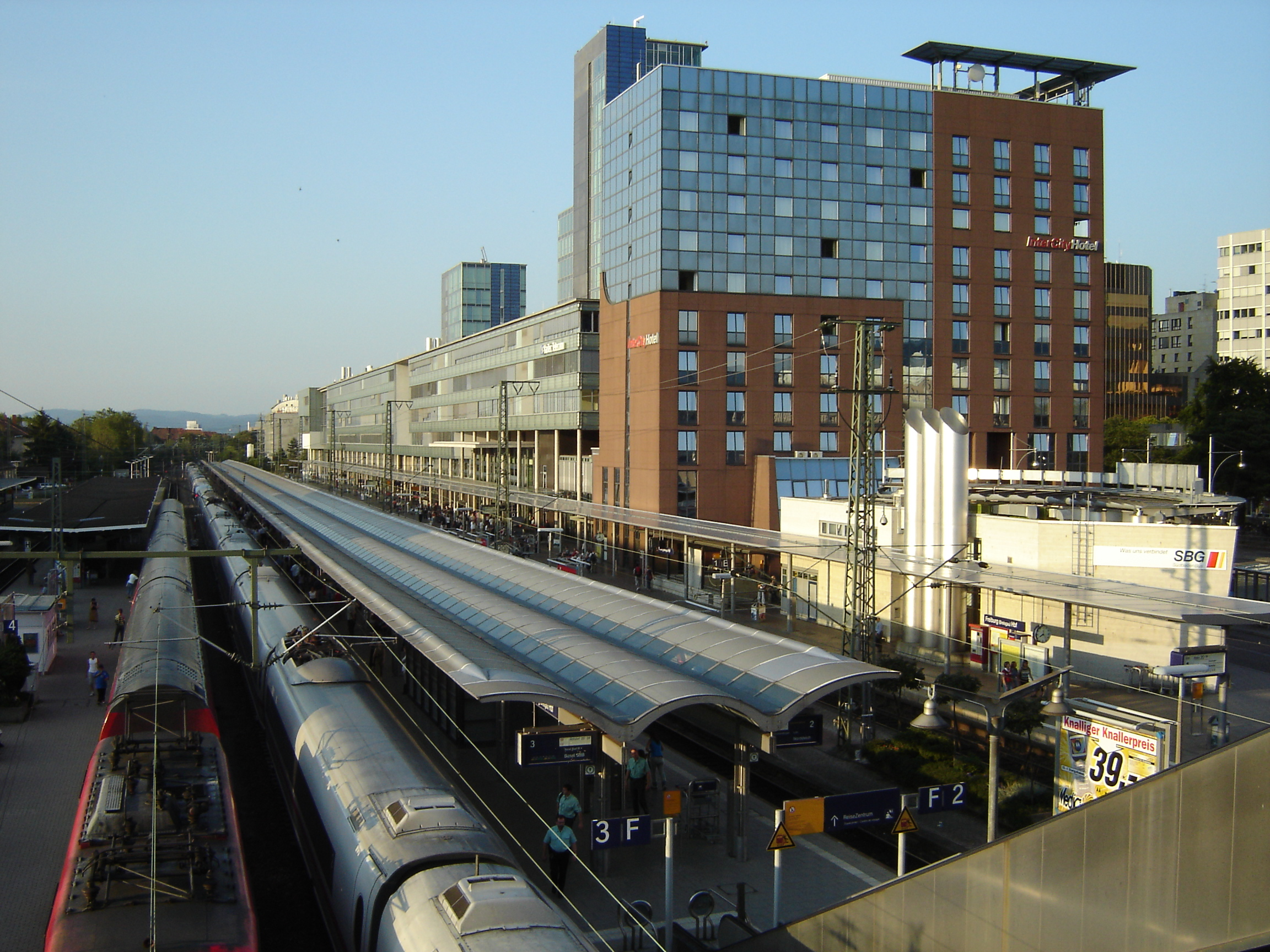
Freiburg (Breisgau) Hauptbahnhof

- Rheintalbahn, spoorlijn tussen Mannheim en Basel
- Breisacher Bahn, spoorlijn tussen Freiburg en Breisach
  - Kaiserstuhlbahn, spoorlijn tussen Gottenheim en Riegel am Kaiserstuhl naar Breisach aan de Breisacher Bahn
  - Elztalbahn, spoorlijn tussen Denzlingen en Elzach

Freiburg krijgt geen station aan de Hogesnelheidslijn Karlsruhe – Bazel
- HSL Karlsruhe – Basel hogesnelheid spoorlijn tussen Karlsruhe en Bazel

### Titisee
- Dreiseenbahn spoorlijn tussen Titisee en Seebrugg

### Neustadt (Schwarzwald)
In Neustadt (Schwarzwald) eindigt de bovenleiding. Sinds de opheffing van de Kleber-Express in 2003 moet hier altijd worden overgestapt.

### Kappel-Gutachbrücke
- Kappel-Gutachbrücke – Bonndorf spoorlijn tussen Kappel-Gutachbrücke - Bonndorf en Bonndorf

### Hüfingen Mitte
- Bregtalbahn spoorlijn tussen Donaueschingen en Bräunlingen (– Furtwagen)

### Donaueschingen
- Schwarzwaldbahn spoorlijn tussen Offenburg en Singen (Hohentwiel)
- Donautalbahn spoorlijn tussen Ulm en Donaueschingen
- Bregtalbahn spoorlijn tussen Donaueschingen en Bräunlingen (– Furtwagen)

## Tandstaaf
Het traject tussen Hirschsprung en Hinterzarten was voorzien van een tandstaaf van het tandradsysteem Riggenbach. Deze tandstaaf werd in 1933 opgebroken.

## Elektrische tractie
Het traject tussen Freiburg en Neustadt (Schwarzwald) werd in 1933 als proef geëlektrificeerd met een spanning van 20.000 volt 50 Hz wisselstroom.
Dit traject werd in 1956 omgebouwd met de in Duitsland gangbare spanning van 15.000 volt 16 2/3 Hz wisselstroom.